# Promachus mixtus
Promachus mixtus là một loài ruồi trong họ Asilidae. Promachus mixtus được Hobby miêu tả năm 1936.